# Wrath of the Tyrant
Wrath of the Tyrant (engl. ‚Zorn des Tyrannen‘) ist die einzige offizielle Demoaufnahme der norwegischen Black-Metal-Band Emperor.

## Entstehungsgeschichte
Die Band entstand 1991, die Musik und Texte für das Demo in der Zeit von 1991 bis 1992. Im Mai 1992 nahm Emperor das Demo mit einem 4-Spur-Rekorder auf.

## Titelliste
Musik von Samot und Ygg, Texte von Mortiis.
1. Intro – 2:20
2. Ancient Queen – 3:17
3. My Empire’s Doom – 4:34
4. Forgotten Centuries – 2:51
5. Night of the Graveless Souls – 2:56
6. Moon over Kara-Shehr – 4:25
7. Witche’s Sabbath [sic!] – 5:41
8. Lord of the Storms – 2:10
9. Wrath of the Tyrant/Outro – 3:58

## Musikstil
Das Demo unterscheidet sich stark von späteren Aufnahmen der Band. Im Gegensatz zu diesen ist der Klang der Instrumente tiefer, der Bass deutlicher hörbar und die Musik weitgehend ohne Keyboardeinsätze (unter anderem im Intro und dem Lied Witche’s Sabbath findet sich ein Synthesizer). Außerdem greift Ygg hier noch keine progressiven Elemente auf, wie sie bei späteren Emperor-Aufnahmen auftreten. Die Musik ist simpler, der Klang breiig und „bestenfalls als 'sehr dürftig' und 'roh' [zu] bezeichnen“ und der Gesang mit sehr viel Nachhall unterlegt. Bei Witche’s Sabbath und Wrath of the Tyrant treten „Ugh!“-Rufe auf, die charakteristisch für Celtic Frost sind, außerdem setzt Ygg vereinzelt Growls ein. Auffallend am Schlagzeugspiel ist der konstante Einsatz der Becken, die im Mix deutlich zu hören sind, während die große Trommel im Mix eher schwach ist. Mit Ausnahme von Forgotten Centuries wurden alle Lieder auf späteren Tonträgern erneut aufgenommen, wobei My Empire’s Doom 1994 in einer neu aufgenommenen und stark veränderten Version mit einem neuen Text von Samot (der sich zu dem Zeitpunkt Samoth nannte) unter dem Titel Beyond the Great Vast Forest auf dem Debütalbum In the Nightside Eclipse auftauchte. Moon over Kara-Shehr erschien auf keinem eigenen Tonträger von Emperor mehr, jedoch in einer alternativen Fassung mit Keyboards auf Nordic Metal – A Tribute to Euronymous.

## Texte
Ancient Queen (‚alte Königin‘) handelt von einer alten Königin, die in den Schatten haust und die der Tod dort nicht ereilt hat.
My Empire’s Doom (‚Verdammnis meines Imperiums‘) handelt von der Wiederkehr Satans und der damit einhergehenden Eroberung, die die erneute Herrschaft der Toten mit sich bringen und die „feige Rasse“ der Christen entweihen wird:

“Servants of God, we will desecrate your coward race

with darkness.”

„Diener Gottes, wir werden Eure Rasse von Feiglingen durch die Dunkelheit profanieren.“

Night of the Graveless Souls (‚Nacht der grablosen Seelen‘) handelt von verlorenen, nachts spukenden Seelen. In Moon over Kara-Shehr (‚Mond über Kara-Shehr‘; der Name Kara-Shehr stammt aus dem Cthulhu-Mythos und bezeichnet dort die schwarze Stadt, Stadt der Teufel oder Stadt des Bösen) wird Satan angerufen, dessen Diener im Nachthimmel durch den Sturm fliegen, um im Himmel Rache an Gott zu nehmen, der ihn von dort vertrieb.
Bei Witche’s Sabbath (‚Hexensabbat‘) wird der Protagonist von wechselnden Schatten auf seinem Weg in den Herbst begleitet, diese Allianz soll die ewige Nacht mit sich bringen. Eine Festung wird zerstört, deren Bewohner sich vor dem Zorn Satans in Acht nehmen sollen. Dörfer brennen und die Götter erheben sich.
Lord of the Storms (‚Herr der Stürme‘) beschreibt Naturphänomene wie Erdbeben, Stürme, das Schwinden des Mondes und die Schwärzung der Erde, die mit einem bösen Zauberspruch in Verbindung stehen. Den Protagonisten erwartet eine dunkle Wolke, um den Zirkel des Todes zu vollenden.
Wrath of the Tyrant (‚Zorn des Tyranns‘) ist eine Offenbarung der Hoffnungslosigkeit gegenüber dem Zorn des als Meister der Angst bezeichneten Tyranns, der nachts über die Erde zieht und verlorene Seelen mit sich trägt.

“Carrying the deaths of his fallen warriors

deep inside of him, in his eyes.

Walk upon this Earth tonight,

carrying the staff of cold souls.

[…]

Open your eyes again now, he is here.

He is the master of fear.

[…]

Nobody will escape the wrath of the Tyrant.

Forever the Beast shall wander the Earth.”

„Er trägt die Tode seiner gefallenen Krieger

Tief in sich, in seinen Augen.

Zieht heute nacht über diese Erde,

Verlorene Seelen mit sich tragend.

[…]

Öffne Deine Augen erneut, er ist hier.

Er ist der Meister der Angst.

[…]

Niemand wird dem Zorn des Tyranns entkommen.

Für immer soll die Bestie auf Erden wandern.“

## Rezeption
Die Band machte sich mit dem Demo und der nachfolgenden EP Emperor „einen hervorragenden Namen im Untergrund“. Aufgrund seiner Popularität wurde es mehrmals wiederveröffentlicht:
- 1994 von Wild Rags Records auf MC, zusammen mit jeweils neuem Intro und Outro sowie den Stücken der EP As the Shadows Rise
- 1995 von Head Not Found auf LP
- 1997 von Damnation Distribution auf Picture Disc
- 1997 von East Clan/Pagan Folk auf MC
- 1998 von Candlelight Records, neu gemastert und zusammen mit der EP Emperor auf CD

Für Christian Myschor von metal.de „offenbarte [das Demo] die Qualität der Band“; was er als „[d]urcharrangierte, technisch einwandfreie und vor allem einfallsreiche BM-Songs“ ansieht, setzt AMP von Global Domination die Bezeichnung „Songwriting“ in seiner Rezension in Anführungsstriche, da es sich bloß um eine Sammlung von Riffs, die zusammengefügt und dann vergessen worden seien; das Demo sei schlampig und nicht gut durchdacht, aber dennoch ein respektables Werk. Steve Huey von allmusic bezeichnet die Wiederveröffentlichung zusammen mit der EP als faszinierende Möglichkeit, die Entwicklung einer der einflussreichsten Untergrund-Metal-Bands der 1990er nachzuvollziehen.